# LogMeIn
LogMeIn est une entreprise américaine de services informatiques créée en 2003, dont le siège est à Boston (Massachusetts, États-Unis). 
LogMeIn conçoit des logiciels informatiques tels que Hamachi et propose principalement des services de gestion, de contrôle à distance de parc informatique, de gestion de fichiers et de liaison entre appareils mobiles connectés (tablettes et smartphones, voire les camionnettes Ford 150), via un cloud (nuage). La société possède des bureaux en Europe et en Asie. Ces centres de développement sont installés en Europe, à Budapest et à Szeged en Hongrie.
Elle est cotée en bourse au NASDAQ sous le code LOGM.